# Idioma machiguenga
El machiguenga o matsiguenga es una lengua arahuaca nativa de la selva amazónica del centro y sur de Perú. En la actualidad se calcula que cerca de 15 000 personas pertenecen a este grupo étnico y, por lo menos 12 000 hablan la lengua. La mayor concentración está en la cuenca del río Urubamba, en el departamento del Cusco, y una pequeña cantidad, en la cuenca del Manu, en el departamento Madre de Dios.
Es una lengua polisintética con morfología aglutinante. Algunos lingüistas la consideran casi exclusivamente de carácter núcleo-marcador (head-marking). Los marcadores verbales de persona son argumentos; sin embargo, no se puede afirmar que, por esto, sea un idioma de tipo argumento pronominal, porque los marcadores de persona no son obligatorios, y es posible reemplazarlos con una frase nominal referencial.
El machiguenga se habla en la cuenca del Urubamba y del Alto Madre de Dios. Se reconocen tres variedades dialectales: Manu, Alto Urubamba, Bajo Urubamba, completamente intercomprensibles, aunque no completamente estudiadas. Hasta el siglo pasado, la frontera étnica entere quechuas y matsiguengas por el Urubamba era el poblado de Illapani. En la actualidad, la presencia de colonos de origen quechua, ha avanzado hacia el norte; pero no ha hecho retroceder poblaciones tradicionales como Chirumbia y Koribeni, que son las comunidades más al sur en el territorio matsiguenga. Por el Bajo Urubamba, los matsiguenga tuvieron por vecinos a los yine del Sepahua. Tal es su territorio actual.
Existen gramáticas y diccionarios preparados por el Instituto Lingüístico de Verano y una muy buena gramática de corte histórico, de Fray José Pío Aza (primera edición, 1924; edición crítica, 2004), y un diccionario del mismo autor, con una edición única de 1923, rarísima. Hay también nuevos testamentos, transcripciones de la tradición oral y manuales de alfabetización. Aunque recientemente se ha querido establecer un alfabeto de corte más fonológico, las personas de mayor edad emplean el alfabeto ILV.